# Scharwoude (Langedijk)
Pour les articles homonymes, voir Scharwoude.
Scharwoude est une ancienne commune néerlandaise de la province de la Hollande-Septentrionale, qui a existé de 1812 à 1817.
La commune a été créée le 1er janvier 1812, par la fusion des communes de Noord-Scharwoude et Zuid-Scharwoude. Cinq ans plus tard, le 1er mai 1817, la commune est supprimée et Noord- et Zuid-Scharwoude sont rétablies comme communes indépendantes.